# 板東いるか
板東 いるか（ばんどう いるか）は、日本の漫画家。板東ゐるか表記が用いられていた時期もある。『坂東いるか』と誤記されることが多い。英語表記は“Iruka Bandoh”。
学習研究社の『CAIN』で商業誌デビュー、女性向け成人漫画を経て現在は女性漫画の分野で執筆している。精緻で写実的な絵柄が特徴である。
現在、ぶんか社発行の『まんがグリム童話シリーズ』に読み切り短編もしくは過去発表作品が掲載されている。

## 単行本
- 百花繚乱!探偵柘榴 （学習研究社NORAコミックスCAINシリーズ、1995年）ISBN 4056010080
- オーナメント7 （学習研究社NORAコミックスCAINシリーズ、1996年）ISBN 4056014426
- あの事件の真相 女の事件簿 もう一度ママと呼んで!　（ダイソー、2004年）
- サロメ （ぶんか社まんがグリム童話文庫、2007年）ISBN 4821184508

収録作品：サロメ、津山三十人殺し、鉄輪、四谷怪談、籠釣瓶、オイディプス
- マリー・アントワネットの首飾り （ぶんか社まんがグリム童話文庫、2008年）ISBN 4821185806

収録作品：ベアトリーチェ・チェンチ（前編・後編）、マリー・アンワネットの首飾り、ハトシェプスト、英国皿屋敷、赤ずきん、柩の中の王女と番兵、うば捨て山
- 廓源氏 （ぶんか社まんがグリム童話文庫、2010年）ISBN 4821189925

第一話～葵の上～、第二話～夕顔～、第三話～源典侍～、第四話～鞍替～、荼吉尼寺、蘭奢の肌
- 廓源氏（二） （ぶんか社まんがグリム童話文庫、2010年）ISBN 978-4821170821

第五話～幽霊～、第六話～火車～、第七話～末摘花～、科負い比丘尼、春狐堂夜咄、春狐堂夜咄～お吉無惨～
- 廓源氏（三） （ぶんか社まんがグリム童話文庫、2011年）ISBN 978-4821172092

第八話～首代～、第九話～若紫～、第十話～空蝉～、第十一話～水鏡～、第十二話～六条～、春狐堂夜咄～快楽三昧～
- 雪女 ～浮世色地獄～ （ぶんか社まんがグリム童話文庫、2013年）ISBN 4821174227

収録作品：毒婦・高橋お伝、女盗賊プーラン、男装の麗人、お富と与三郎、雪女
- 姫と淫魔の宴 （ぶんか社まんがグリム童話文庫、2014年） ISBN 978-4821176007

収録作品：熊の皮を着た男、太陽神と使いカラス、瓜子姫とあまんじゃく、砂糖菓子の恋人、ショワジー・ル・ローの妻殺し、吉岡妙林尼
- 禁断の鳥籠 罪深き接吻、ハーレムの恋 （ぶんか社コミックス、2014年） ISBN 978-4821176168

収録作品：第1幕 ヒュリヤ〜私は“願い"、第2幕 テオ〜神からの贈り物、第3幕 カフェス〜黄金の鳥籠
- ストーリーな女たち ワイドショー編 もう一度ママと呼んで～通り魔に殺害された我が子～ （ぶんか社コミックス for Ladys、2016年） 電子書籍のみ

収録作品:もう一度ママと呼んで～通り魔に殺害された我が子～、純白の墓標、マネーマネーマネー!

### アンソロジー収録（短編読み切り）
- 西太后（まんがグリム童話　性の奴隷編）初出：2001年
- 男装の麗人（まんがグリム童話　虐待編）初出：2002年
- 毒婦・高橋お伝（まんがグリム童話　愛欲の虜編）初出：2003年
- お富と与三郎（まんがグリム童話　淫欲の闇編）初出：2003年
- 阿部定 艶恨録（まんがグリム童話　悪女たちの愛とエロス編）初出：2004年
- 女盗賊プーラン（まんがグリム童話　性の誘惑編）初出：2002年
- 雪女（まんがグリム童話　性の調教編）初出：2001年
- 羅城門（まんがグリム童話　淫らな純愛編）初出：2000年
- わが愛しの女海賊（まんがグリム童話　歪んだ性愛編）初出：2004年
- 人でなしの恋（まんがグリム童話　江戸川乱歩編）初出：2003年
- シベリアの青い空（戦火に散った女たち-まんがで読む戦争悲話）初出：2003年
- ルース・エリス（まんがグリム童話　女死刑囚列伝編）初出：2005年
- 吉原地獄門（まんがグリム童話　人身売買の闇編）

すべてぶんか社より発行。

## 主な未単行本化作品
連載
- LED（メディアックス『トパーズ』、3話完結、電子書籍あり）
- 春狐堂夜咄（ワニマガジン社『Cute』、4話完結。1・2話は単行本『廓源氏(二)』に収録、4話は単行本『廓源氏(三)』に収録）
- シンドバッドの妻の冒険（ぶんか社まんがグリム童話連載途絶、原案・阿曾恵海）

短編読み切り
- ゲームオブラブ（電子書籍あり）
- クレイジーゲーム（電子書籍あり）
- 着物で姫初め
- 調教のススメ(板東ゐるか表記)
- 艶花の誘い(板東ゐるか表記)
- 美しいあなたへ
- 妖女綺譚
- 麗囚の館
- 元禄藤の貌(げんろく ふじのかんばせ)
- 春雪の彼方に…
- ぶれえめん～三十六計奔上策～
- 鬼の仮面
- うつろな現実
- 仮面の素顔
- 戻れない場所
- ヤマタノオロチ
- 汝に罪なし